# PragerU
PragerU (diminutif de Prager University ou Prager University Foundation) est un lobby conservateur américain, cofondé en 2009 par Allen Estrin (en) et l'animateur de talk-show Dennis Prager. En tant que créateur de contenu, l'organisation publie en ligne notamment, sur divers sujets politiques, économiques et sociologiques conservateurs. Elle fonctionne également comme un relais de l'idéologie libertarienne de droite, cherchant à influencer les politiques publiques, notamment dans le domaine de l'éducation.
Ses publications sont dénoncées pour leurs contenus souvent trompeurs et factuellement incorrects. Des historiens et politologues critiquent vivement les vidéos de PragerU, qui contiennent des fausses informations sur des sujets tels que l'esclavage et le racisme aux États-Unis, l'immigration et l'histoire du fascisme ou promeuvent le déni du changement climatique. PragerU est aussi accusé de promouvoir une politique anti-LGBTQ.

## Histoire

### Fondation
PragerU est fondée en 2009 par l'animateur de talk-show radio conservateur Dennis Prager et par son producteur/scénariste radio Allen Estrin,, pour défendre les opinions conservatrices et compenser ce que Prager considère comme l'affaiblissement de l'enseignement collégial par la gauche,. Tous deux tentent d'abord d'en faire une université physique, avant d'opter pour un site diffusant des produits numériques, faute de financements suffisants.
Malgré son nom, Prager University n'a pas de légitimité académique et ne dispense pas de cours, ni ne délivre de certifications ou diplômes. Ils ne sont accrédités par aucun organisme reconnu,.
L'organisation est basée dans la vallée de San Fernando à Los Angeles, en Californie ; elle compte environ 50 employés en janvier 2020. Marissa Streit est sa PDG, et elle présente certaines de ses vidéos.
Depuis un procès pour utilisation d'une photographie en 2013, PragerU utilise l'animation dans ses vidéos.

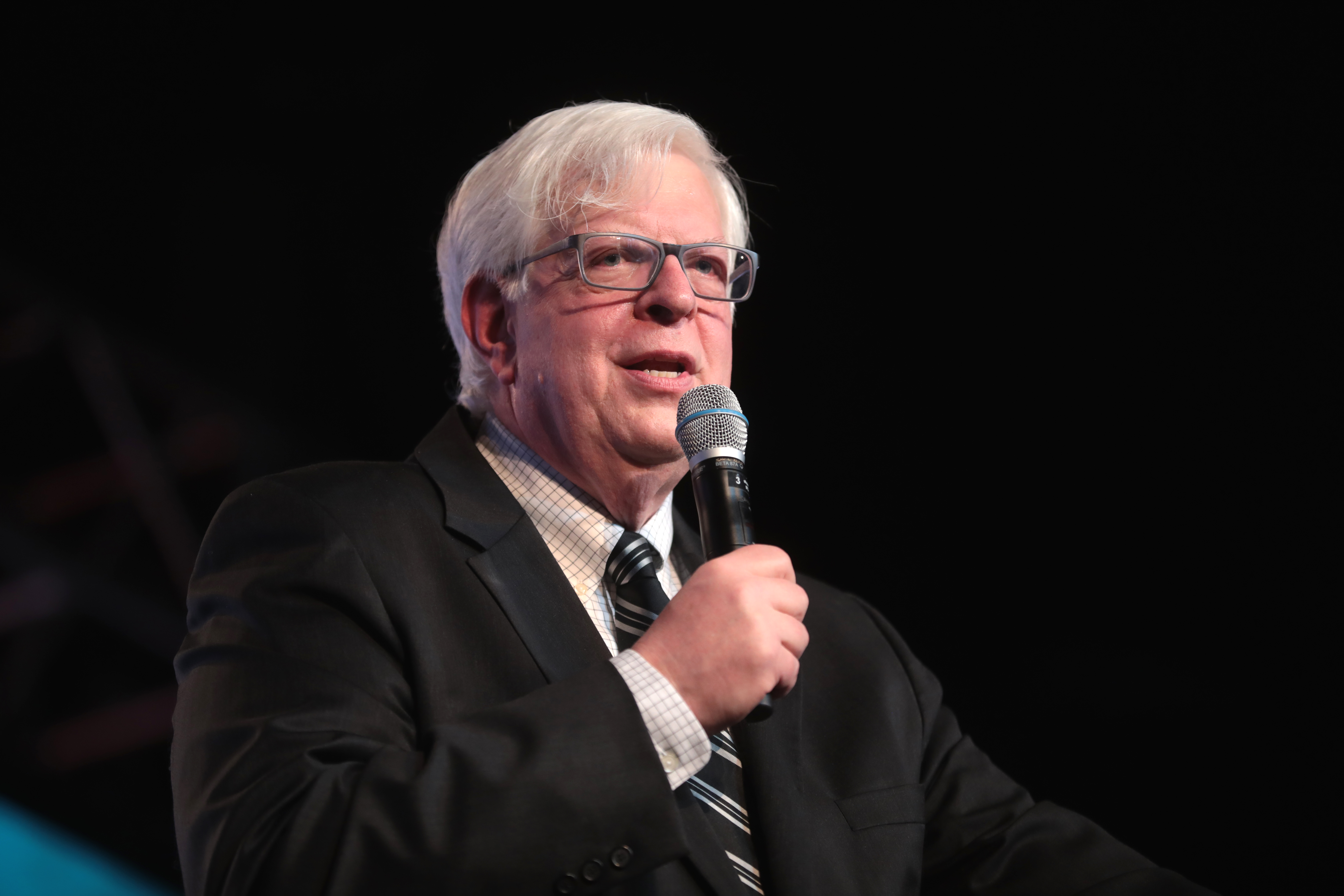
Dennis Prager, cofondateur de PragerU.

### Autres programmes
PragerU crée un groupe appelé « PragerFORCE », appelant les étudiants à promouvoir ses vidéos et son idéologie. Environ 6 500 élèves et étudiants auraient ainsi mis en avant ces vidéos (à partir de 2020). 
À l'automne 2020, PragerU lance une collecte de fonds pour un projet baptisé PragerU Resources for Educators and Parents (PREP), un programme visant à transmettre des messages aux enfants en âge scolaire (y compris en maternelle). PREP publie son premier contenu en avril 2021 ; ce contenu ciblant les jeunes enfants est ensuite rebaptisé PragerU Kids.

### Conflits avec YouTube et Facebook
En octobre 2016, PragerU proteste contre la classification par YouTube de 21 de leurs vidéos en « mode restreint »,. YouTube répond en disant : « Nous visons à appliquer les mêmes normes à tout le monde et nous ne censurons personne. Souvent, ce n'est pas la bonne approche de dire que les vidéos avec le même sujet devraient obtenir la même note. Nous devrons prendre en considération l'intention de la vidéo, son objectif, ce que les métadonnées environnantes de la vidéo expliquent. » En octobre 2017, PragerU intente une action en justice fédérale contre la société mère de YouTube, Google, affirmant que 37 de ses vidéos ont été injustement démonétisées, ou signalées, afin qu'elles ne puissent être visionnées qu'avec un « filtrage en mode restreint », ce qui limite les vues en fonction des caractéristiques des spectateurs telles que son âge. L'organisation argue alors que la démonétisation et le signalement de Google violent le premier amendement car YouTube doit selon PragerU être considéré comme un forum public. En mars 2018, la juge de district américaine Lucy Koh (en) rejette l'affaire, jugeant que Google est une société privée et que PragerU n'a pas démontré que Google a enfreint ses droits à la liberté d'expression,. En février 2020, la cour d'appel des États-Unis pour le neuvième circuit confirme cette décision,. En 2018, dans le cadre de sa politique de lutte contre la désinformation en ligne, YouTube ajoute des balises de vérification des faits aux vidéos de PragerU sur le changement climatique,.
Cette même année — en août — Facebook est depuis 6 mois exposé pour son implication dans les graves malversations entreprises par Cambridge Analytica et Aggregate IQ, pour le compte du groupe SCL et de Steve Bannon au profit de nombreux partis politiques qui sont pour la plupart dans la mouvance libertarienne de droite anglaise et américaine, affaire qui prend le nom de scandale Facebook-Cambridge Analytica. La plateforme Facebook est poussée à lutter contre les fake-news et la désinformation politique en ligne. Elle supprime deux vidéos PragerU de sa plateforme, suscitant la colère de l'organisation qui parle de censure. Facebook restaure alors les vidéos en expliquant qu'elles « ont été supprimées par erreur »,, mais selon Francesca Tripodi, professeur de sociologie à l'UNC-Chapel Hill, il y a des explications plausibles, non idéologiques, à la suppression par Facebook de plusieurs des vidéos de PragerU,,.
En 2020, YouTube supprime de son côté deux vidéos anti-trans mettant en vedette Candace Owens, publiée par PragerU. La suppression est effectuée en raison du contenu haineux, contraire à la politique de la plate-forme sur les discours de haine : la vidéo assimile le fait d'être transgenre à la schizophrénie et à une maladie,. 
Reason critique les affirmations du groupe selon lesquelles il aurait été censuré par les GAFAM ; d'abord car, en réalité, le contenu de l'entreprise n'a été supprimé d'aucune plate-forme de médias sociaux, et d'autre part car cette plainte repose sur un malentendu concernant le premier amendement ; ce dernier protège contre la censure par le gouvernement, mais et non par des entreprises.

## Modèle économique
L'organisation se présente comme dépendant des dons du grand public pour produire son contenu[source secondaire souhaitée]. Une grande partie du financement initial de PragerU provient en réalité de deux milliardaires du secteur de l'exploitation du gaz de schiste par la fracturation hydraulique : Dan et Farris Wilks,,. Deux membres de la famille Wilks siègent au conseil d'administration de PragerU. L'autre plus grand donateur est la Fondation Lynde et Harry Bradley,. Parmi les autres donateurs figurent la Morgan Family Foundation, le Fidelity Charitable Gift Fund, le Donors Trust, l'homme d'affaires républicain Sheldon Adelson, Lee Roy Mitchell (en) et la Sid and Carol Verdoorn Foundation, basée au Minnesota, dirigée par l'ancien PDG de C.H. Robinson, Sid Verdoorn.
En 2018, l'organisation dispose d'un budget annuel conséquent, d'environ 10 millions de dollars, dont plus de 40 % dépensé en marketing. En 2019, selon PragerU, 40 % de son budget vient des dons de près de 130 000 donateurs en ligne ; le Los Angeles Times note que le groupe aurait alors attiré plus de dons et de donateurs que certains candidats démocrates en avaient à la primaire présidentielle de l'époque.
En 2020, PragerU affirme avoir reçu environ 28 millions de dollars de revenus, la plupart provenant de dons, pour 28 millions de dollars de dépenses ; dont 39 % en frais de marketing : ils dépensent systématiquement plus pour la publicité sur Facebook que ne le font les grandes campagnes politiques et les lobbies nationaux. En 2019, il se classe parmi les dix plus gros annonceurs politiques de Facebook.
En 2020, PragerU bénéficie de 704 057 $ en prêts de secours Covid-19 du Paycheck Protection Program ; cette dette est ensuite entièrement annulée.

## Ligne éditoriale

### Une ligne conservatrice
PragerU publie des vidéos sur divers sujets, mais toujours en affichant un point de vue conservateur qui, selon son site, « fait avancer les valeurs judéo-chrétiennes ». En février 2023, sa chaîne YouTube compte 2 200 vidéos[source secondaire souhaitée] ; la création de chacune de ces vidéos coûte entre 25 000 et 30 000 $ ; et selon Mother Jones, Dennis Prager « approuve personnellement chaque publication » et « relit et corrige chaque script ». Les invités de PragerU sont choisis dans un panel politique allant de la droite laïque à l'extrême droite en passant par la droite religieuse. Parmi les présentateurs des vidéos figurent Ben Shapiro, Candace Owens, Tucker Carlson, l'homme politique britannique Nigel Farage, Charles Krauthammer, Michelle Malkin, Bret Stephens (en) et George Will,.
Les vidéos de PragerU plaident par exemple contre l'introduction d'un salaire minimum de 15 dollars, contre le contrôle des armes à feu et pour le capitalisme, tout en évitant les allusions directes à Donald Trump et son programme durant sa présidence,. L'organisation est ouvertement pro-israélienne et Dennis Prager déclare que « Rien n'identifie mieux le mal naissant que l'antisémitisme ». Les vidéos de PragerU promeuvent le système du Collège électoral, arguant qu'il déjoue la fraude électorale car « les démocraties pures ne fonctionnent pas ».
Dave Rubin explique dans une vidéo que « le racisme, le sectarisme, la xénophobie, l'homophobie et l'islamophobie » sont des « mots à la mode dénués de sens ». Dans une vidéo sur l'alt-right, Michael Knowles affirme qu'elle n'a rien de commun avec le conservatisme et qu'elle est plutôt proche d'une idéologie de gauche, sauf que la gauche est beaucoup plus large,.

### Diffusion de fausses informations
Les historiens et politologues critiquent les vidéos de PragerU en raisons des fausses informations qu'elles diffusent et promeuvent concernant notamment des sujets tels que l'esclavage, et le racisme aux États-Unis, l'immigration et l'histoire du fascisme.  
Selon GLAAD, une organisation de veille des médias, PragerU promeut également les politiques anti-LGBTQ ; Media Matters for America note que le groupe a pu « récolter plus de 25 000 $ sur une vidéo mettant en vedette un client du groupe extrême anti-LGBTQ Alliance Defending Freedom (en) »,. En couvrant la pandémie de Covid-19, ils diffusent aussi de fausses informations,,,. Mother Jones dénonce également le fait que les vidéos de PragerU affirment à tort qu'il n'y a pas d'inégalités salariales entre les sexes,.   
Les vidéos de PragerU prétendent aussi qu'il n'y a pas de discrimination des personnes d'origine afro-américaine par la police. En juin 2020, Snopes réfute par exemple la vidéo « How To End White Privilege », qui soutient que le privilège blanc est un mythe car la race d'un policier noir ne constitue pas un obstacle à son succès. Selon Snopes, la vidéo est inexacte ; l'histoire récente et les statistiques montrant que le privilège blanc existe toujours. Selon la sociologue Francesca Tripodi, les vidéos de PragerU font avancer la théorie du complot, populaire parmi l'alt-right, selon laquelle les personnes blanches et le conservatisme seraient attaqués. Elle affirme que de nombreuses de leurs vidéos se concentrent sur la délégitimation des médias grand public, les accusant de se fonder sur l'émotion ou l'opinion plutôt que sur les faits.   
De nombreuses vidéos font la promotion des énergies fossiles, critiquent l'utilisation des énergies renouvelables et contestent le consensus scientifique sur le réchauffement climatique, pratiquant le climatodénialisme. Climate Feedback, Reuters et The Weather Channel montrent que les vidéos diffusées promeuvent des affirmations inexactes et trompeuses sur le changement climatique,,. Selon Joseph McCarthy de The Weather Channel, dans la vidéo de 2016 « Fossil Fuels: The Greenest Energy », le promoteur des énergies fossiles Alex Epstein désinforme sur le changement climatique, relayant des informations fausses et trompeuses. Selon le groupe de réflexion à but non lucratif InfluenceMap, les publicités ciblées publiées sur Facebook comprennent des éléments trompeurs jetant le doute sur la science, qualifiant les préoccupations climatiques d'« idéologiques » et d'« hystériques » et promouvant une théorie du complot selon laquelle le « contrôle gouvernemental » est la vraie motivation cachée des politiques publiques visant à la réduction des émissions de gaz à effet de serre.

## Impact et influence

### Impact politique
Le groupe aurait atteint un milliard de vues 9 ans après sa création, en 2018. Selon un rapport de 2019 du Los Angeles Times, les vidéos de PragerU ont été visionnées plus de 2 milliards de fois au total. Dans son rapport annuel 2020, PragerU déclare un total de plus de 4 milliards de vues.
Dans un classement des organisations promouvant le libéralisme économique réalisé par Forbes, ses activités de lobbying sont considérées comme « très influentes » en comparaison d'autres producteurs de contenu, telles que Reason et National Review.
Vanity Fair déclare que PragerU « regroupe des concepts sociaux de droite dans des vidéos fluides » et qu'il s'agit de « l'un des outils de conversion les plus efficaces pour les jeunes conservateurs ».
La sociologue Francesca Tripodi étudie le marketing et la messagerie de PragerU pour l'organisation à but non lucratif Data & Society ; elle constate qu'ils savent s'appuyer sur l'optimisation pour les moteurs de recherche et les algorithmes de « contenu suggéré » pour commercialiser et diffuser leurs vidéos,, ajoutant que PragerU est populaire parmi les répondants de son étude, qui ont tous liké ou partagé des vidéos du lobby sur Facebook. Elle fait valoir que la chaîne permet à ses spectateurs de se plonger dans un contenu qui « établit des liens avec » les débats de l'extrême droite américaine (alt-right) ; ainsi, les spectateurs de ces vidéos s'identifiant comme conservateurs ont « un accès facile à la rhétorique suprémaciste blanche ». Francesca Tripodi démontre aussi une connexion algorithmique sur YouTube entre PragerU, Fox News et diverses personnalités de l'alt-right,.
Un article de Buzzfeed News (2018) attribue le succès de PragerU à deux facteurs : la qualité de ses productions par rapport à des produits similaires et à la présence de présentateurs populaires ayant déjà un public établi. Si le groupe reçoit peu d'attention de la part des analystes et des médias, ce serait en raison de sa stratégie consistant à éviter de traiter des questions d'actualité (telles que les politiques de Donald Trump avant ou pendant son mandat).
En juillet 2019, le représentant de PragerU, Allen Estrin, assiste à un sommet dédié aux réseaux sociaux organisé par le président américain Donald Trump, aux côtés d'autres organisations conservatrices et de personnes telles que Charlie Kirk et James O'Keefe,.

### Influence sur le système scolaire américain
En 2015, PragerU développe deux programmes de partenariat visant à promouvoir les idéologies de la droite américaine, notamment avec du matériel religieux à distribuer et utiliser dans les écoles publiques et privées. Dix États américains, principalement républicains conservateurs, autorisent l'utilisation par les écoles du matériel pédagogique diffusé par l'organisation.
Leur programme Educator (3 000 inscriptions signalées en 2015), offre aux enseignants des plans de cours tous faits, ainsi que des guides d'étude accompagnant des vidéos. Les enseignants du secondaire et les professeurs de collège peuvent inscrire leurs cours via un programme de partenariat académique organisé par PragerU, qui permet aux élèves et étudiants de s'inscrire et aux enseignants de suivre les « progrès » de leurs élèves.
En 2025, l'Oklahoma fait appel à PragerU pour mettre en place des tests visant à évaluer l'adhésion des enseignants aux « valeurs conservatrices ». Le questionnaire comporte 50 questions, certaines portant sur les droits LGBT ou les théories du complot sur les résultats de l'élection présidentielle américaine de 2020.

## Critiques

### Erreurs dans le contenu de leurs vidéos
Le paléo-conservateur Paul Gottfried, qui s'emploie à décrire le fascisme, critique une vidéo hébergée par Dinesh D'Souza qui déclare que le fascisme est une idéologie de gauche. Ce dernier soutient que le philosophe italien Giovanni Gentile, qui a influencé le fascisme italien, était un sympathisant de gauche, ce à quoi Gottfried répond que cette thèse contredit les recherches de presque tous les spécialistes de l'œuvre de Gentile qui le considèrent comme un intellectuel de la droite révolutionnaire.
Alex Nowrasteh (en), du Cato Institute, critique une vidéo sortie par PragerU en 2018, présentée par Michelle Malkin plaidant pour des restrictions plus strictes en matière d'immigration. Nowrasteh écrit que la vidéo est pleine d'erreurs et de demi-vérités et omet des informations importantes.
Dans la vidéo « Pourquoi le Sud démocratique est-il devenu républicain ? », Carol M. Swain (en), professeur à l'université Vanderbilt, affirme que la Southern strategy des Républicains dans le Sud est un « mythe » et n'est pas ce qui a poussé le Sud à devenir républicain. Le professeur d'histoire Kevin M. Kruse (en) déclare que la vidéo constitue une « déformation » sélective de l'histoire.

### Critiques de leurs positions politiques
Un article de GLAAD en août 2019 note que PragerU diffuse de nombreux entretiens avec des personnalités publiques controversées, souvent saluées par le mouvement suprémaciste blanc, et l'accuse d'un « horrible bilan anti-LGBTQ ». 
Sur les questions raciales, Pam Nilan, dans son livre Young People and the Far Right, publiée en 2021, dit que PragerU feint de ne pas embrasser le principe de la suprématie blanche, mais que « le message est toujours que la culture blanche est meilleure que les autres cultures ». Une étude du modèle de l'organisation par McCarthy & Brewer conclue que « PragerU a des idéologies fondamentales qui chevauchent celles de l'extrême droite » ; elle détaille les méthodes de persuasion qu'ils utilisent « se combinent d'une manière qui reflète les techniques de blanchiment d'informations et de persuasion utilisées sur les plateformes en ligne par les suprémacistes blancs, lesquels cachent de la même façon une propagande raciste derrière des formulations plus politiquement correctes et des sites Web d'apparence professionnelle ».
En 2018, une vidéo intitulée « Le suicide de l'Europe » de Douglas Murray affirme que l'Europe « se suicide » en autorisant l'immigration de masse. Mark Pitcavage (en), de l'Anti-Defamation League, affirme que la vidéo est « remplie de rhétorique anti-immigration et anti-musulmane »,. Le SPLC décrit la vidéo comme un « dog whistle pour l'extrême droite ». Selon eux, la vidéo « Pourquoi le Sud démocratique est-il devenu républicain ? » contient également des dog whistles.
En 2019, Mike Gravel, ancien sénateur américain de l'Alaska, lance The Gravel Institute (en), un groupe de réflexion progressiste de gauche avec pour objectif de contrer PragerU,,.